# Donji Hruševec
Donji Hruševec – wieś w Chorwacji, w żupanii zagrzebskiej, w gminie Kravarsko. W 2011 roku liczyła 332 mieszkańców.